# Цаконы
Цако́ны (Цаконийцы, греч. Τσάκωνες) — субэтническая группа греков, проживающая в горных районах в исторической области Цакония (Τσακωνιά) на юго-востоке Пелопоннеса. Потомки древних спартанцев. Исторически говорят на цаконском языке — единственном диалекте новогреческого языка, восходящем к древнегреческому языку.

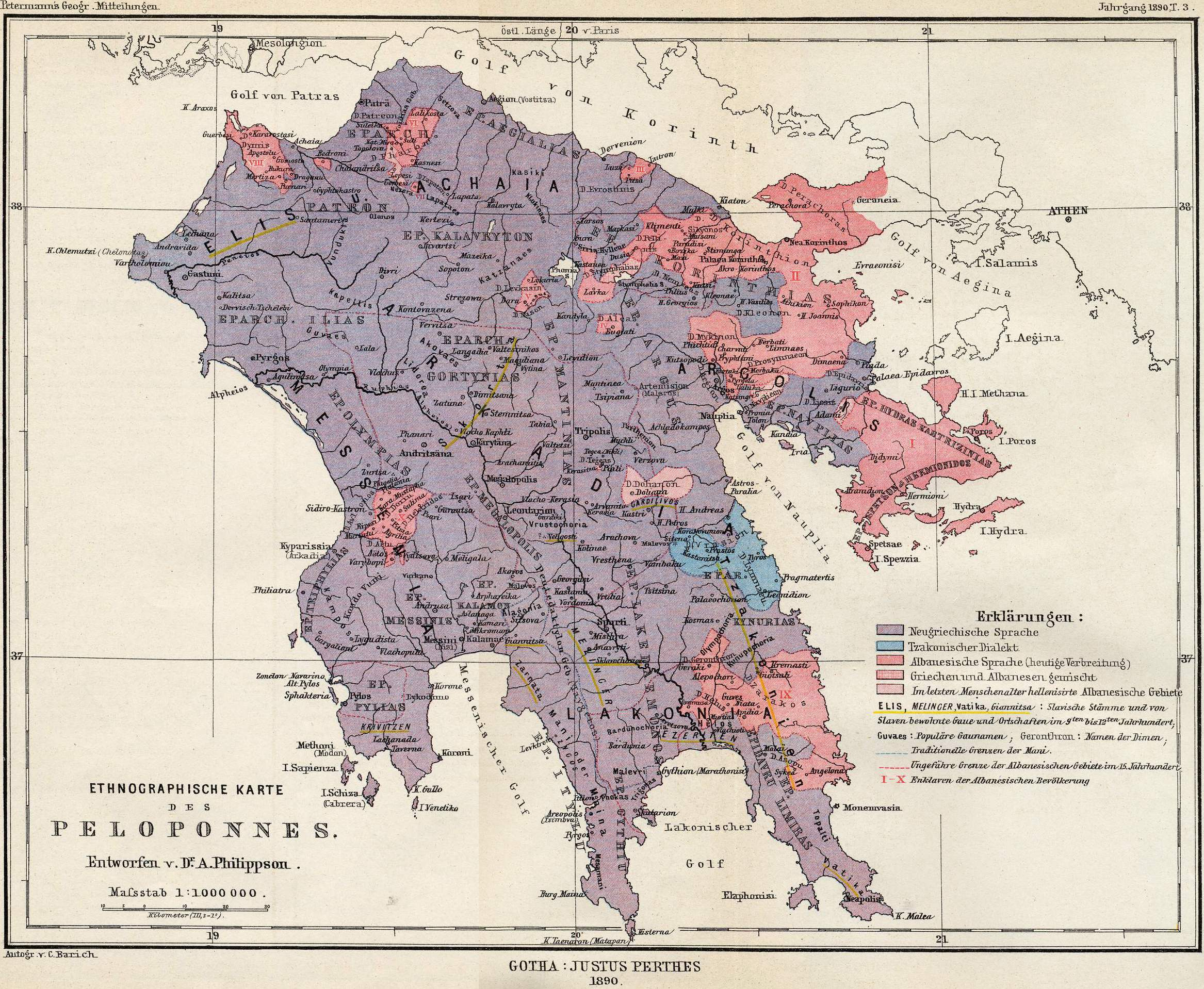
Этническая карта Пелопоннеса на 1890 год. Населённая цаконами территория отмечена голубым цветом.

## История
Согласно Монемвасийской хронике, цаконы являются потомками дорийского населения Лаконики, теснимого аварами и славянами в эпоху Великого переселения народов и нашедшего приют в горной части Пелопоннеса в VI веке, а их этноним — искажённой формой этнонима лаконийцев. Историческим центром Цаконии является горное поселение Прастос. Обособленность цаконов также объясняется их сравнительно поздней христианизацией: здесь греческое язычество практиковали вплоть до IX века. В византийскую эпоху цаконы часто служили в пограничных войсках, а при Михаиле VII — во флоте, вследствие чего часть из них была переселена в два села вблизи Мраморного моря.
В течение истории ареал распространения цаконского языка сокращался ввиду ассимиляции. Морейская хроника XIV века сообщает, что на цаконском прежде говорило население Кинурии, ныне считающейся частью Аркадии. Турецкий историк XVII века Эвлия Челеби пишет, что население села Ватика на крайнем юго-востоке Пелопоннеса изначально было цаконским, однако позже оно растворилось в среде массово заселивших полуостров арванитов:737.
В османскую эпоху Прастосу были дарованы особые торговые привилегии. В XIX веке цаконы приняли активное участие в Греческой войне за независимость, за что в 1826 году отряд Ибрагим-паши атаковал Цаконию и полностью сжёг Прастос. Население, бежавшее в Аркадию и расселившееся в Леонидионе и Тиросе, в основном не стало возвращаться в прежнее поселение даже после ухода турок (современный Прастос — маленький посёлок с населением 255 человек на 2011 год). В новейшее время процесс миграции горного населения в прибрежные зоны особенно усилился.
Помимо скотоводства, являвшегося основным занятием цаконов, они были известны своим соседям как отличные каменщики. Группы цаконских мужчин традиционно проводили полгода (с конца октября до Пасхи) в окрестных территориях, где их нанимали на строительные работы:13. С цаконами связан греческий народный танец цако́никос (греч.), который исполняется в традиционном цаконском костюме.

## Язык
В отличие от новогреческого языка, уходящего корнями в аттический диалект древнегреческого языка, язык цаконов развился из дорического диалекта. Об отсутствии взаимопонимания между койне и цаконским упоминалось в XV веке. В современной Греции цаконский язык считается «диалектом греческого» и не пользуется особым статусом, что приводит к его постепенному исчезновению. По оценке на 2001 год, из более чем 8 тысяч жителей исторических цаконских сёл на цаконском говорило не более 2,5 тысяч человек. Носителей языка сегодня можно встретить в основном в Тиросе и его окрестностях .